# Odensvi socken, Västmanland

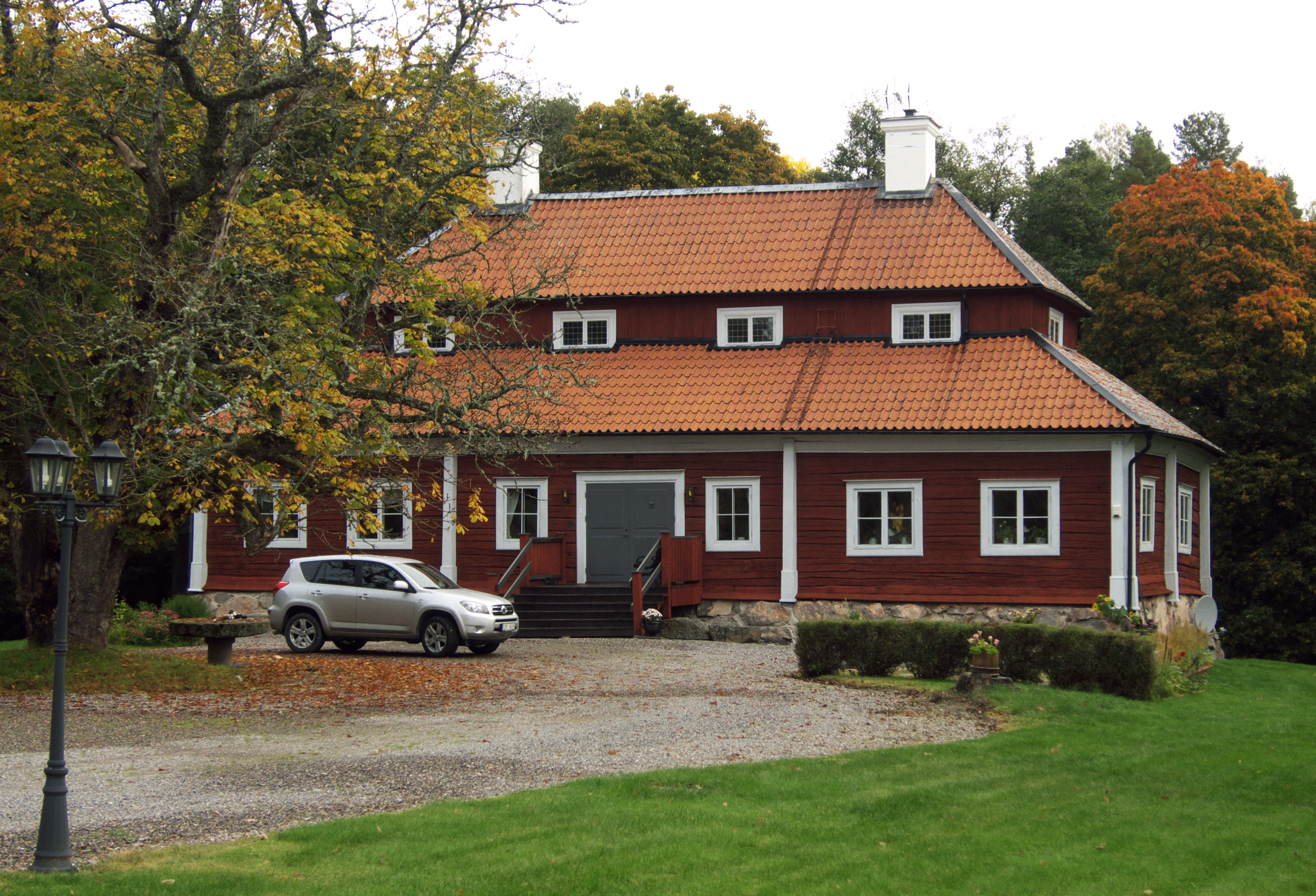
Valsta säteri i Odensvi socken

Odensvi socken i Västmanland ingick i Åkerbo härad, ingår sedan 1971 i Köpings kommun och motsvarar från 2016 Odensvi distrikt.
Socknens areal är 125,69 kvadratkilometer, varav 122,43 land. År 2000 fanns här 673 invånare. Kyrkplatsen med Odensvi kyrka ligger längst söderut i Kölstaåns dalgång.

## Administrativ historik
Odensvi socken har medeltida ursprung. 1580 utbröts Gunnilbo socken.
Vid kommunreformen 1862 övergick socknens ansvar för de kyrkliga frågorna till Odensvi församling och för de borgerliga frågorna till Odensvi landskommun. Landskommunens inkorporerades 1952 i Munktorps landskommun som 1971 uppgick i Köpings kommun. Församlingen uppgick 2010 i Köpingsbygdens församling.
1 januari 2016 inrättades distriktet Odensvi, med samma omfattning som församlingen hade 1999/2000.
Socknen har tillhört fögderier, tingslag och domsagor enligt vad som beskrivs i artikeln Åkerbo härad. De indelta soldaterna tillhörde Västmanlands regemente, Strömsholms kompani, Livregementets grenadjärkår, Kungsörs kompani och Livregementets husarkår.

## Geografi
Odensvi socken ligger norr om Köping kring Kölstaån och Valstaån samt Vågsjön i norr. Socknen präglas av slättbygd på Mälarslätten i söder och kuperad skogsbygd i norr.
Kölstaåns dalgång präglas av ett svagt böljande jordbrukslandskap, omgivet av större kuperade skogspartier. Bebyggelsen är lokaliserad till högre partier på båda sidor om ån.
Dybecksgården är en timrad, panelklädd prästgård från 1776 som fortfarande ägs av Svenska kyrkan och används som församlingshem men också nyttjas av ortens hembygdsförening. Vid sidan av den två våningar höga, faluröda huvudbyggnaden finns flyglar och loftbod. (Cirka 50 meter österut ligger kyrkans f d arrendatorsboställe.) I Dybecksgården växte Richard Dybeck upp.
Valsta säteri är byggnadsminnesmärkt (1982). Den har en gammal huvudbyggnad bestående av ett envånings timmerhus med säteritak. Byggnaden är troligen uppförd före 1730.

## Fornlämningar
Från bronsåldern finns många spridda gravar av rösetyp, skärvstenshögar samt älvkvarnar. Järnåldern märks genom cirka 20 små gravfält samt fyra fornborgar.

## Namnet
Namnet (1351 Odhinswi) kommer från kyrbyn och innehåller gudanamnet Oden samt vi 'helig plats, offerplats'.

## Befolkningsutveckling
| Befolkningsutvecklingen i Odensvi socken, Västmanland 1750–1990                                         | Befolkningsutvecklingen i Odensvi socken, Västmanland 1750–1990 | Befolkningsutvecklingen i Odensvi socken, Västmanland 1750–1990 | Befolkningsutvecklingen i Odensvi socken, Västmanland 1750–1990 | Befolkningsutvecklingen i Odensvi socken, Västmanland 1750–1990 |
| --- | --------------------------------------------------------------- | --------------------------------------------------------------- | --------------------------------------------------------------- | --------------------------------------------------------------- |
| |                                                                 |                                                                 |                                                                 |                                                                 |
| År |                                                                 |                                                                 | Folkmängd                                                       |                                                                 |
| 1750 | 1750                                                            |                                                                 | 1 163                                                           |                                                                 |
| 1760 | 1760                                                            |                                                                 | 1 219                                                           |                                                                 |
| 1769 | 1769                                                            |                                                                 | 1 292                                                           |                                                                 |
| 1780 | 1780                                                            |                                                                 | 1 252                                                           |                                                                 |
| 1790 | 1790                                                            |                                                                 | 1 286                                                           |                                                                 |
| 1800 | 1800                                                            |                                                                 | 1 399                                                           |                                                                 |
| 1810 | 1810                                                            |                                                                 | 1 374                                                           |                                                                 |
| 1820 | 1820                                                            |                                                                 | 1 444                                                           |                                                                 |
| 1830 | 1830                                                            |                                                                 | 1 533                                                           |                                                                 |
| 1840 | 1840                                                            |                                                                 | 1 541                                                           |                                                                 |
| 1850 | 1850                                                            |                                                                 | 1 545                                                           |                                                                 |
| 1860 | 1860                                                            |                                                                 | 1 637                                                           |                                                                 |
| 1870 | 1870                                                            |                                                                 | 1 812                                                           |                                                                 |
| 1880 | 1880                                                            |                                                                 | 1 852                                                           |                                                                 |
| 1890 | 1890                                                            |                                                                 | 1 817                                                           |                                                                 |
| 1900 | 1900                                                            |                                                                 | 1 816                                                           |                                                                 |
| 1910 | 1910                                                            |                                                                 | 1 690                                                           |                                                                 |
| 1920 | 1920                                                            |                                                                 | 1 368                                                           |                                                                 |
| 1930 | 1930                                                            |                                                                 | 1 258                                                           |                                                                 |
| 1940 | 1940                                                            |                                                                 | 1 275                                                           |                                                                 |
| 1950 | 1950                                                            |                                                                 | 1 000                                                           |                                                                 |
| 1960 | 1960                                                            |                                                                 | 810                                                             |                                                                 |
| 1970 | 1970                                                            |                                                                 | 633                                                             |                                                                 |
| 1980 | 1980                                                            |                                                                 | 641                                                             |                                                                 |
| 1990 | 1990                                                            |                                                                 | 673                                                             |                                                                 |
| Anm: Källor: Umeå universitet - Tabellverket 1749-1859, Demografiska databasen, CEDAR, Umeå universitet |                                                                 |                                                                 |                                                                 |                                                                 |